# Castillonnaise (race ovine)
Ne doit pas être confondu avec Castillonnais (cheval).
La Castillonnaise est une race ovine française à faible effectif.

## Origine
Elle fait partie des races pyrénéennes à laine frisée présentes dans les Pyrénées centrales. C'est en 1907 qu'apparaît le nom de « castillonnaise » à côté de la tarasconnaise, originaire de l'Est de l'Ariège. Son berceau est le terroir du Castillonnais centré autour Castillon-en-Couserans, à l'ouest de l'Ariège. 
Au XIXe siècle, sa viande était réputée, mais les croisements améliorateurs ont entraîné une augmentation de la taille de sa cousine tarasconnaise. Elle a pris le dessus auprès des acheteurs recherchant des gigots de bonne taille. 
La castillonnaise a alors été victime de sa taille et de croisements anarchiques. De 50 000 en 1929, les effectifs sont tombés à 2 000 en 2004. 1 200 brebis et 40 béliers sont inscrits au registre. 
Le registre généalogique date de 1982 et est assuré par l'UPRA ovine des Pyrénées Centrales. Des actions de sauvegardes ont été entreprises : 
- stockage de la semence de 12 béliers ;
- sélection des jeunes béliers pour mise en centre de sélection des meilleurs ;
- création de familles et rotation des accouplements pour gérer au mieux la consanguinité.

## Morphologie

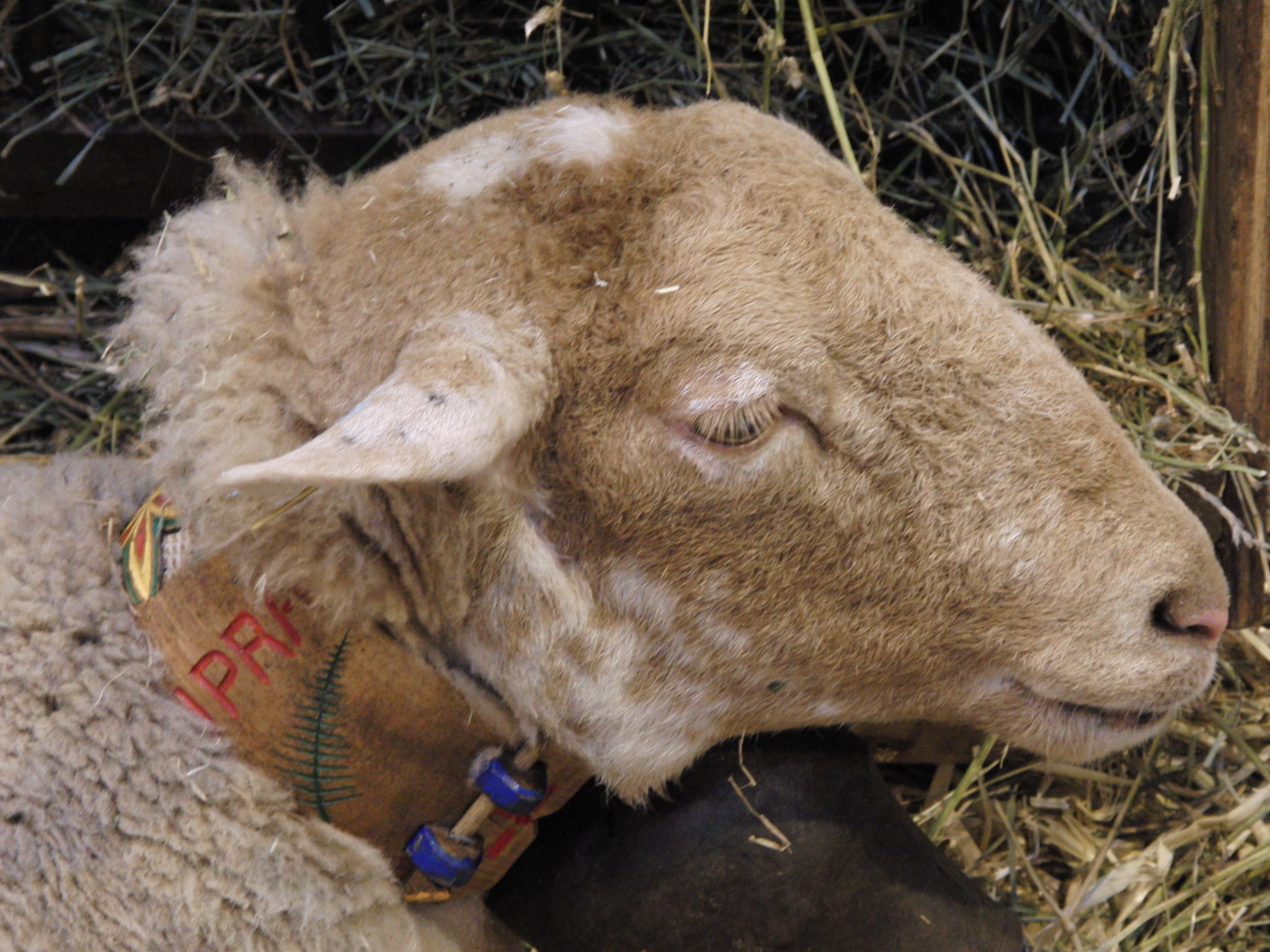
Tête de brebis castillonnaise.

C'est une race ovine de taille réduite: 50-65 cm pour 45-55 kg pour la brebis et 60-70 cm pour 60–70 kg pour le bélier. Le mâle porte des cornes en spirales étirées et la brebis est motte.
La peau est grise, portant une laine blanche. La tête et les pattes sont tachetées de rouge cuivre. Elle s'appelle aussi tête rouge.

## Aptitudes
C'est une race à viande. Elle produit des agneaux de lait légers en automne : ils sont engraissés l'hiver. Les pâturages sont trop pauvres pour élever les agneaux en estive, et il est nécessaire de les vendre avant qu'ils ne mangent trop d'un foin rare.
Ils sont vendus à deux mois à 18-22 kg pour être engraissés en Espagne. La laine est grossière mais permet une bonne protection en plein air à l'estive. C'est une race de montagne, marcheuse et résistante.